# Di Morrissey
Grace Diane Cairns (Wingham, Australia, 1943), conocida por su nombre artístico Di Morrissey, es una de los novelistas más exitosas de Australia con 27 novelas superventas y cinco libros infantiles publicados. En mayo de 2017, fue incluida en el Salón de la Fama de los Premios de la Industria del Libro de Australia (ABIA) y recibió el Premio Lloyd O'Neil por su servicio a la industria del libro australiana por parte de su viejo amigo y colega autor Tom Keneally.

## Primeros años
Di Morrissey nació en Wingham, Nueva Gales del Sur y, a los cinco años, se mudó con su familia a los remotos alrededores de Pittwater, al norte de Sídney, Australia. Cuando era niña, contaba con el famoso actor australiano Chips Rafferty como un mentor cercano y amigo que ayudó a mantenerla a ella y a su madre después de la muerte de su padrastro cuando era niña y ayudó a recaudar fondos para enviarlos al extranjero a California a vivir con su familia.
Su madre, Kay Roberts, se convirtió en la primera directora de televisión comercial de Australia trabajando en Artransa Studios, Australian Film Commission y Film Australia.

### Libros infantiles
- Buster and the Queen Bee (2000)
- Sonoma Meets Miss Mouse (2014)
- Everton and Will (2015)
- Surfer Boy Bo (2016)
- Ula's Magic Island (2017)